# Filmjahr 1969
Liste der Filmjahre

◄◄ | ◄ | 1965 | 1966 | 1967 | 1968 | Filmjahr 1969 | 1970 | 1971 | 1972 | 1973 | ► | ►►

Weitere Ereignisse

## Ereignisse
- 03. Januar: Das ZDF beginnt mit der Ausstrahlung der Fernsehserie Der Kommissar mit Erik Ode in der Titelrolle.
- 26. Februar: Der Film Z, ein Politthriller des Regisseurs Costa-Gavras, wird erstmals in Frankreich aufgeführt.
- 09. März: Im ZDF ist die erste Peter-Alexander-Show zu sehen.
- 08. Mai: Bei den Filmfestspielen von Cannes hat das von Dennis Hopper inszenierte Roadmovie Easy Rider mit Peter Fonda und Dennis Hopper in den Hauptrollen Premiere. Der Spielfilm führt zu zwiespältigen Reaktionen bei Kritik und Publikum.
- 09. August: Die US-amerikanische Schauspielerin Sharon Tate, Ehefrau des polnischen Filmregisseurs Roman Polański, wird hochschwanger gemeinsam mit vier Freunden von den Sektenmitgliedern der Charles-Manson-Family in ihrem Haus ermordet.
- 14. August: In den bundesdeutschen Filmtheatern läuft der Sergio-Leone-Western Spiel mir das Lied vom Tod an. Die Musik stammt von Ennio Morricone.
- 01. Dezember: In Frankreich hat Henri Verneuils Gangsterfilm Der Clan der Sizilianer Premiere.
- 13. Dezember: Der erste deutsche abendfüllende Zeichentrickfilm Die Konferenz der Tiere, basierend auf dem gleichnamigen Buch Erich Kästners, kommt in die bundesdeutschen Kinos.
- 19. Dezember: Der Spielfilm Easy Rider, von und mit Dennis Hopper und Peter Fonda, hat seine Erstaufführung in den Kinos der Bundesrepublik Deutschland. Die Premiere war am 8. Mai bei den Filmfestspielen in Cannes.
- 20. Dezember: Die erste Folge der federführend vom ORF gestalteten Spielshow Wünsch Dir was mit dem Moderatorenpaar Dietmar Schönherr und Vivi Bach ist im Fernsehen zu verfolgen. Mit dem Lichttest können die Zuschauer mitmachen.
- Francis Ford Coppola und George Lucas gründen die Filmproduktionsfirma American Zoetrope.
- Die Sieger der BRAVO Otto Leserwahl 1969:
  - Kategorie – männlicher Filmstar: Gold Pierre Brice, Silber Robert Hoffmann, Bronze George Nader
  - Kategorie – weiblicher Filmstar: Gold Uschi Glas, Silber Marie Versini, Bronze Senta Berger
- Die erfolgreichsten westdeutschen Filmproduktionen und Koproduktionen 1969:[1]
  - Hurra, die Schule brennt! (Die Lümmel von der ersten Bank 4. Teil) (ca. 4 Millionen Zuschauer)
  - Oswalt Kolle: Deine Frau, das unbekannte Wesen (ca. 3,5 Millionen Zuschauer)
  - Oswalt Kolle: Zum Beispiel Ehebruch (ca. 3,5 Millionen Zuschauer)
  - Heintje – Ein Herz geht auf Reisen (ca. 3,5 Millionen Zuschauer)
  - Pepe, der Paukerschreck (Die Lümmel von der ersten Bank 3. Teil) (ca. 2,5 Millionen Zuschauer)
  - Hilfe, ich liebe Zwillinge! (ca. 2,5 Millionen Zuschauer)
  - Klassenkeile (ca. 2,5 Millionen Zuschauer)[2]
  - Ich bin ein Elefant, Madame
  - Unser Doktor ist der Beste

## Top 10 der erfolgreichsten Filme

### In Deutschland
Die zehn erfolgreichsten Filme an den deutschen Kinokassen nach Besucherzahlen (Stand: 24. November 2018):
| Platz | Filmtitel                                       | Besucher   |
| ----- | ----------------------------------------------- | ---------- |
| 1.    | Spiel mir das Lied vom Tod                      | 13.000.000 |
| 2.    | Ein toller Käfer                                | 7.415.000  |
| 3.    | Easy Rider                                      | 5.000.000  |
| 4.    | Pippi Langstrumpf                               | 4.456.000  |
| 5.    | James Bond 007 – Im Geheimdienst Ihrer Majestät | 4.000.000  |
| 6.    | Hurra, die Schule brennt!                       | 4.000.000  |
| 7.    | Oswalt Kolle: Deine Frau, das unbekannte Wesen  | 3.500.000  |
| 8.    | Oswalt Kolle: Zum Beispiel Ehebruch             | 3.500.000  |
| 9.    | Heintje – Ein Herz geht auf Reisen              | 3.500.000  |
| 10.   | Unsere Pauker gehen in die Luft                 | 2.500.000  |

### In den USA
Die zehn erfolgreichsten Filme an den US-amerikanischen Kinokassen nach Einspielergebnis.
| Platz | Filmtitel                          | Einspielergebnis in US-Dollar |
| ----- | ---------------------------------- | ----------------------------- |
| 1.    | Butch Cassidy and the Sundance Kid | 29.200.000                    |
| 2.    | The Love Bug                       | 21.000.000                    |
| 3.    | Midnight Cowboy                    | 20.500.000                    |
| 4.    | Easy Rider                         | 16.900.000                    |
| 5.    | Hello, Dolly!                      | 15.000.000                    |
| 6.    | Bob & Carol & Ted & Alice          | 14.600.000                    |
| 7.    | Paint Your Wagon                   | 14.500.000                    |
| 8.    | True Grit                          | 14.300.000                    |
| 9.    | Cactus Flower                      | 11.900.000                    |
| 10.   | Goodbye, Columbus                  | 10.500.000                    |

## Filmpreise

### Golden Globe Award
Am 24. Februar findet im Coconut Grove die Golden-Globe-Verleihung statt.
- Bestes Drama: Der Löwe im Winter von Anthony Harvey
- Bestes Musical/Komödie: Oliver von Carol Reed
- Bester Schauspieler (Drama): Peter O’Toole in Der Löwe im Winter
- Beste Schauspielerin (Drama): Joanne Woodward in Die Liebe eines Sommers
- Bester Schauspieler (Musical/Komödie): Ron Moody in Oliver
- Beste Schauspielerin (Musical/Komödie): Barbra Streisand in Funny Girl
- Bester Nebendarsteller: Daniel Massey in Star!
- Beste Nebendarstellerin: Ruth Gordon in Rosemary’s Baby
- Bester Regisseur: Paul Newman für Die Liebe eines Sommers
- Beste Musik: Alex North für In den Schuhen des Fischers
- Cecil B. DeMille Award: Gregory Peck

### Academy Awards
Die Oscarverleihung findet am 14. April im Dorothy Chandler Pavilion in Los Angeles statt.
- Bester Film: Oliver von Carol Reed
- Bester Hauptdarsteller: Cliff Robertson in Charly
- Beste Hauptdarstellerin: Barbra Streisand in Funny Girl und Katharine Hepburn in Der Löwe im Winter
- Bester Regisseur: Carol Reed für Oliver
- Bester Nebendarsteller: Jack Albertson in The Subject War Roses
- Beste Nebendarstellerin: Ruth Gordon in Rosemary’s Baby
- Beste Musik: John Barry für Der Löwe im Winter
- Bester fremdsprachiger Film: Krieg und Frieden von Sergei Bondartschuk

Vollständige Liste der Preisträger

### Internationale Filmfestspiele von Cannes 1969
Das Festival beginnt am 8. Mai und endet am 23. Mai. Die Jury unter Präsident Luchino Visconti wählt folgende Preisträger aus:
- Goldene Palme: If... von Lindsay Anderson
- Bester Schauspieler: Jean-Louis Trintignant in Z
- Beste Schauspielerin: Vanessa Redgrave in Isadora
- Bester Regisseur: Glauber Rocha für Antonio das Mortes und Vojtěch Jasný für Alle guten Landsleute

### Internationale Filmfestspiele Berlin 1969
Das Festival beginnt am 25. Juni und endet am 6. Juli. Die Jury unter Präsident Johannes Schaaf wählt folgende Preisträger aus:
- Goldener Bär: Frühe Werke von Želimir Žilnik
- Silberne Bären für: Greetings von Brian De Palma, Ich bin ein Elefant, Madame von Peter Zadek und Made in Sweden von Johan Bergenstråhle

### Deutscher Filmpreis
- Bester Film: Die Artisten in der Zirkuskuppel: ratlos
- Beste Regie: Peter Zadek für Ich bin ein Elefant, Madame
- Bester Hauptdarsteller: Walter Buschhoff für Scarabea – Wieviel Erde braucht der Mensch? und Michael Strixner für Jagdszenen aus Niederbayern

### Society of Film and Television Arts Awards
- Bester Film: Die Reifeprüfung von Mike Nichols
- Beste Regie: Mike Nichols für Die Reifeprüfung
- Bester Hauptdarsteller: Spencer Tracy für Rat mal, wer zum Essen kommt
- Beste Hauptdarstellerin: Katharine Hepburn für Rat mal, wer zum Essen kommt
- Bester Nebendarsteller: Ian Holm für Ereignisse beim Bewachen der Bofors-Kanone
- Beste Nebendarstellerin: Billie Whitelaw für Ein erfolgreicher Blindgänger und Teufelskreis Y

### Étoile de Cristal
- Bester Film: Z von Costa-Gavras
- Bester Darsteller: Jean-Pierre Léaud in Geraubte Küsse
- Beste Darstellerin: Françoise Rosay für ihr Gesamtwerk
- Bester ausländischer Film: Die Frau aus dem Nichts von Joseph Losey
- Bester ausländischer Darsteller: Dustin Hoffman in Die Reifeprüfung
- Beste ausländische Darstellerin: Mia Farrow und Elizabeth Taylor in Die Frau aus dem Nichts

### New York Film Critics Circle Award
- Bester Film: Z von Costa-Gavras
- Beste Regie: Costa-Gavras für Z
- Bester Hauptdarsteller: Jon Voight in Asphalt-Cowboy
- Beste Hauptdarstellerin: Jane Fonda in Nur Pferden gibt man den Gnadenschuß
- Bester Nebendarsteller: Jack Nicholson in Easy Rider
- Beste Nebendarstellerin: Dyan Cannon in Bob & Carol & Ted & Alice

### National Board of Review
- Bester Film: Nur Pferden gibt man den Gnadenschuß von Sydney Pollack
- Beste Regie: Alfred Hitchcock für Topas
- Bester Hauptdarsteller: Peter O’Toole in Goodbye, Mr. Chips
- Beste Hauptdarstellerin: Geraldine Page in Trilogy
- Bester Nebendarsteller: Philippe Noiret in Topas
- Beste Nebendarstellerin: Pamela Franklin in Die besten Jahre der Miß Jean Broadie
- Bester fremdsprachiger Film: Krieg und Frieden von Sergei Bondartschuk

### Weitere Filmpreise und Auszeichnungen
- David di Donatello: Mit Pistolen fängt man keine Männer, Spiel mir das Lied vom Tod (Bester italienischer Film) und 2001: Odyssee im Weltraum (Bester ausländischer Film)
- Deutscher Kritikerpreis: Curt Linda
- Directors Guild of America Award: Anthony Harvey für Der Löwe im Winter
- Ernst-Lubitsch-Preis: Jacob Sisters und Insterburg & Co. für Quartett im Bett von Ulrich Schamoni
- Louis-Delluc-Preis: Die Dinge des Lebens von Claude Sautet
- Nastro d’Argento: Romeo und Julia von Franco Zeffirelli, Marat/Sade von Peter Brook und Mouchette von Robert Bresson
- National Society of Film Critics Award: Schande von Ingmar Bergman
- Preis der deutschen Filmkritik: Katzelmacher von Rainer Werner Fassbinder und Die Unterdrückung der Frau ist vor allem an dem Verhalten der Frauen selber zu erkennen von Hellmuth Costard
- Festival Internacional de Cine de Donostia-San Sebastián: Liebe niemals einen Fremden von Francis Ford Coppola (Goldene Muschel)
- Writers Guild of America Award: Frühling für Hitler (Bestes Original-Drehbuch), Funny Girl (Bestes Musical), Der Löwe im Winter (Bestes Drama), Ein seltsames Paar (Beste Komödie)

## Geburtstage

### Januar bis März
Januar

Morris Chestnut (* 1. Januar)

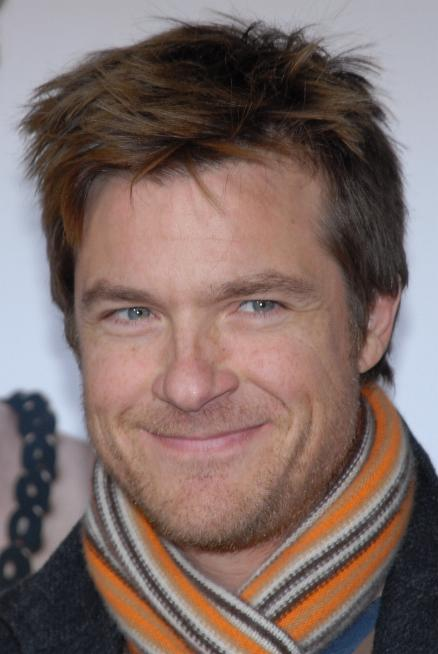
Jason Bateman (* 14. Januar)

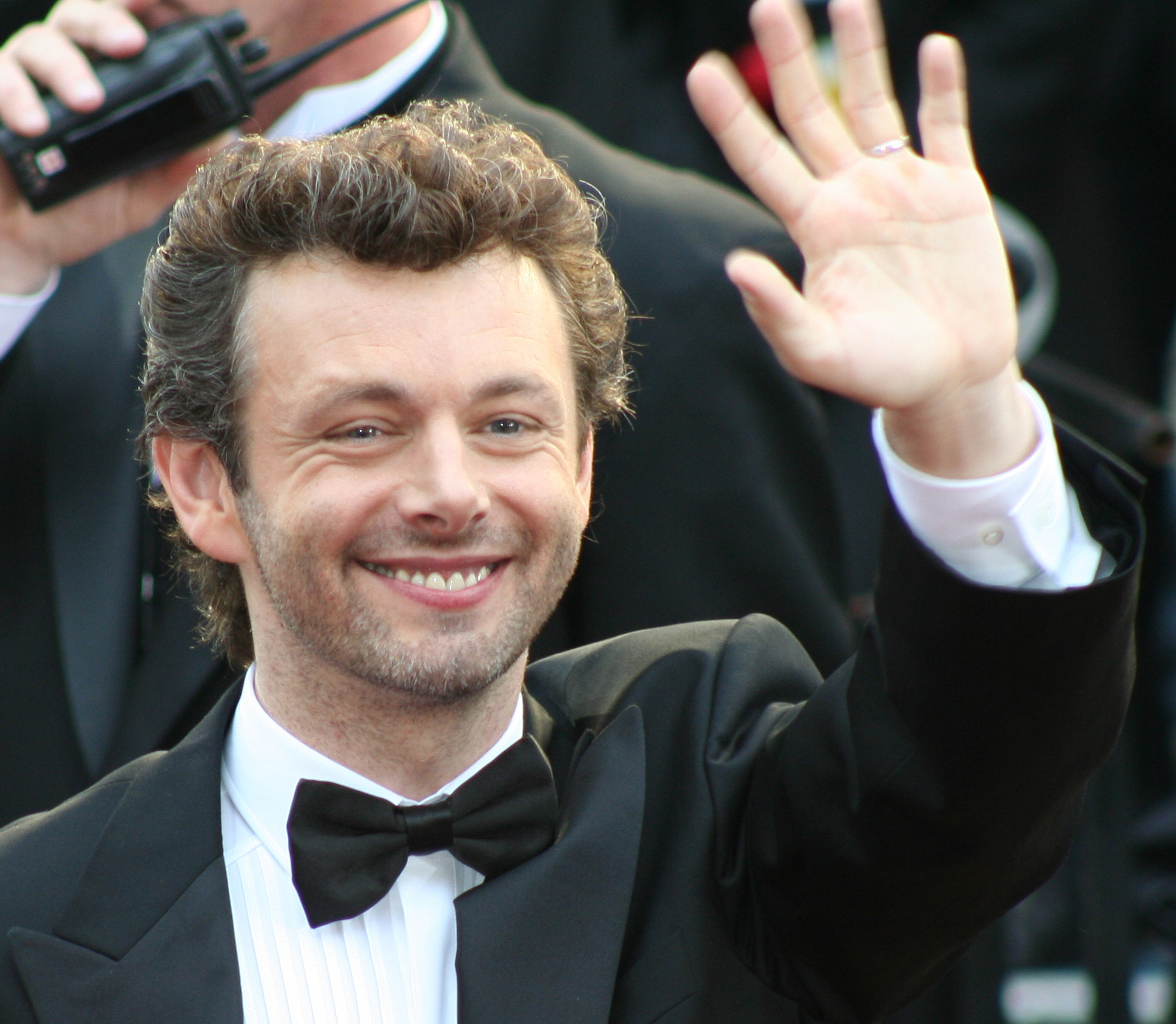
Michael Sheen (* 5. Februar)

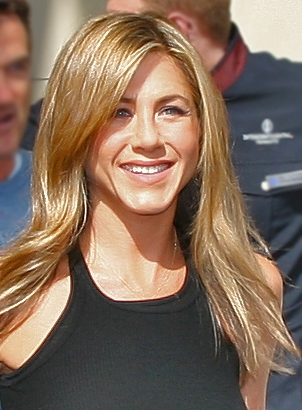
Jennifer Aniston (* 11. Februar)

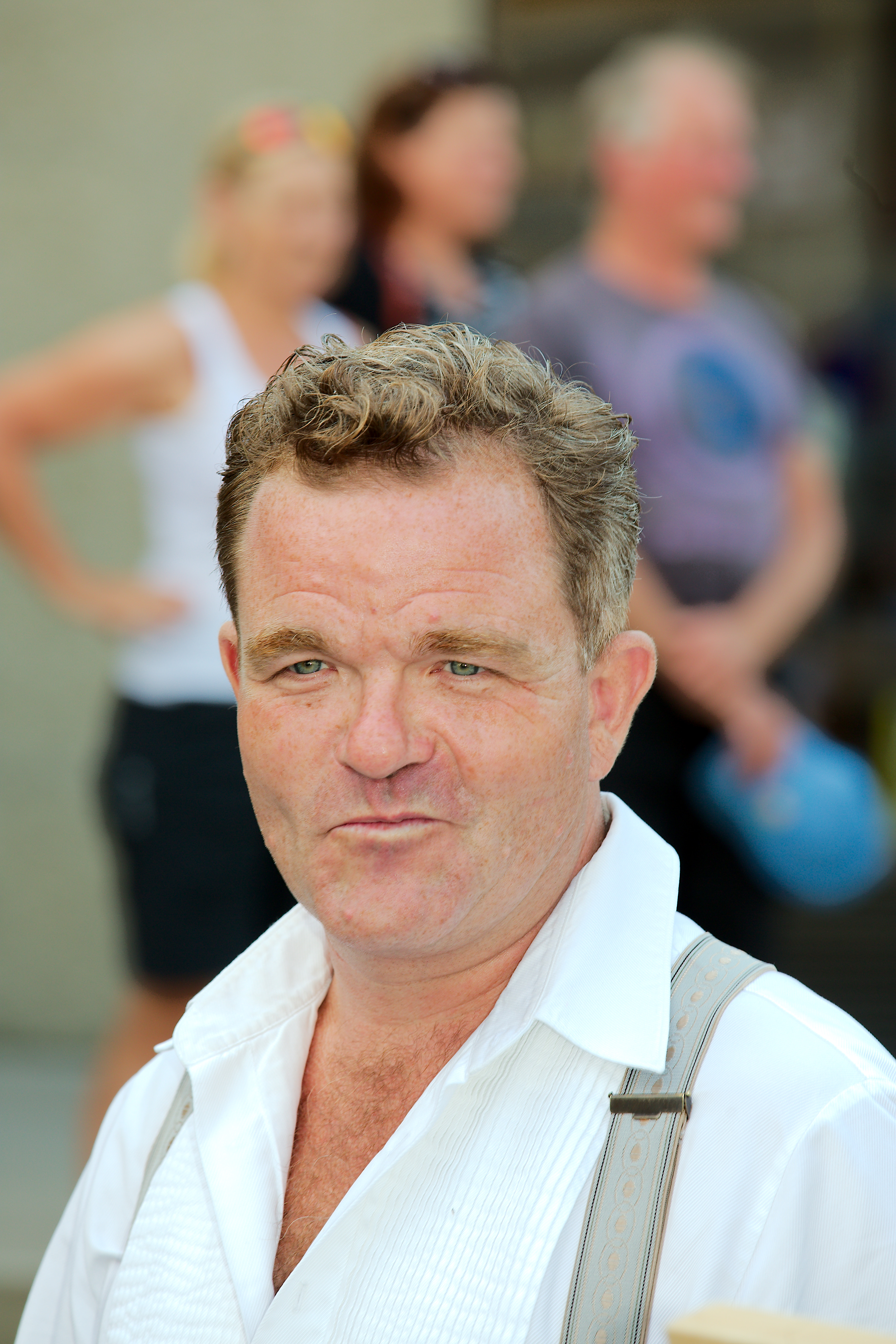
Cornelius Obonya (* 29. März)

- 01. Januar: Morris Chestnut, US-amerikanischer Schauspieler
- 01. Januar: Sarah Parish, britische Schauspielerin
- 01. Januar: Yvonne Sciò, italienische Schauspielerin
- 01. Januar: Verne Troyer, US-amerikanischer Schauspieler († 2018)
- 02. Januar: Tommy Morrison, US-amerikanischer Boxer und Schauspieler († 2013)
- 03. Januar: Benjamin Reding, deutscher Regisseur, Drehbuchautor und Produzent
- 05. Januar: Chuck Campbell, kanadischer Schauspieler
- 05. Januar: Heather Paige Kent, US-amerikanische Schauspielerin
- 06. Januar: Vincenzo Natali, US-amerikanischer Regisseur
- 06. Januar: Norman Reedus, US-amerikanischer Schauspieler
- 14. Januar: Jason Bateman, US-amerikanischer Schauspieler
- 15. Januar: Meret Becker, deutsche Schauspielerin
- 17. Januar: Naveen Andrews, britischer Schauspieler
- 17. Januar: Lukas Moodysson, schwedischer Regisseur
- 18. Januar: Jesse L. Martin, US-amerikanischer Schauspieler
- 19. Januar: Oliver Mommsen, deutscher Schauspieler
- 21. Januar: John Ducey, US-amerikanischer Schauspieler
- 21. Januar: Karina Lombard, US-amerikanische Schauspielerin
- 22. Januar: Olivia d’Abo, britische Schauspielerin
- 23. Januar: Ariadna Gil, spanische Schauspielerin
- 24. Januar: Hilmir Snær Guðnason, isländischer Schauspieler
- 26. Januar: George Tillman Jr., US-amerikanischer Regisseur
- 28. Januar: Kathryn Morris, US-amerikanische Schauspielerin
- 29. Januar: Thomas Jane, US-amerikanischer Schauspieler

Februar
- 01. Februar: Bahman Ghobadi, kurdisch-iranischer Regisseur
- 01. Februar: Brian Krause, US-amerikanischer Schauspieler
- 03. Februar: Elisabeth Scharang, österreichische Regisseurin und Radiomoderatorin
- 04. Februar: Brandy Ledford, US-amerikanische Schauspielerin
- 04. Februar: Claudia Michelsen, deutsche Schauspielerin
- 05. Februar: Michael Sheen, walisischer Schauspieler
- 06. Februar: Daniel Lind Lagerlöf, schwedischer Regisseur († 2011)
- 08. Februar: Mary McCormack, US-amerikanische Schauspielerin
- 09. Februar: Neil Cross, britischer Drehbuchautor
- 11. Februar: Jennifer Aniston, US-amerikanische Schauspielerin
- 12. Februar: Darren Aronofsky, US-amerikanischer Regisseur
- 13. Februar: Andrew Bryniarski, US-amerikanischer Schauspieler
- 17. Februar: Stephen Mirrione, US-amerikanischer Filmeditor
- 20. Februar: Danis Tanović, bosnischer Regisseur
- 21. Februar: Aunjanue Ellis, US-amerikanische Schauspielerin
- 24. Februar: Dirk Borchardt, deutscher Schauspieler
- 28. Februar: Robert Sean Leonard, US-amerikanischer Schauspieler

März
- 05. März: Raimund Wallisch, österreichischer Schauspieler
- 06. März: Amy Pietz, US-amerikanische Schauspielerin
- 10. März: Paget Brewster, US-amerikanische Schauspielerin
- 10. März: Dave Sheridan, US-amerikanischer Schauspieler
- 11. März: Terrence Howard, US-amerikanischer Schauspieler
- 12. März: Giuseppe Fiorello, italienischer Schauspieler
- 13. März: Rossie Harris, US-amerikanischer Schauspieler
- 15. März: Kim Raver, US-amerikanische Schauspielerin
- 16. März: Judah Friedlander, US-amerikanischer Schauspieler und Komiker
- 18. März: Kerstin Hansson, schwedische Schauspielerin
- 19. März: Connor Trinneer, US-amerikanischer Schauspieler
- 22. März: Andreas Pietschmann, deutscher Schauspieler
- 24. März: Lisa Arrindell Anderson, US-amerikanische Schauspielerin
- 27. März: Kevin Corrigan, US-amerikanischer Schauspieler
- 27. März: Mickey Hardt, luxemburgischer Schauspieler
- 27. März: Pauley Perrette, US-amerikanische Schauspielerin
- 28. März: Brett Ratner, US-amerikanischer Regisseur
- 29. März: Cornelius Obonya, österreichischer Schauspieler

### April bis Juni
April

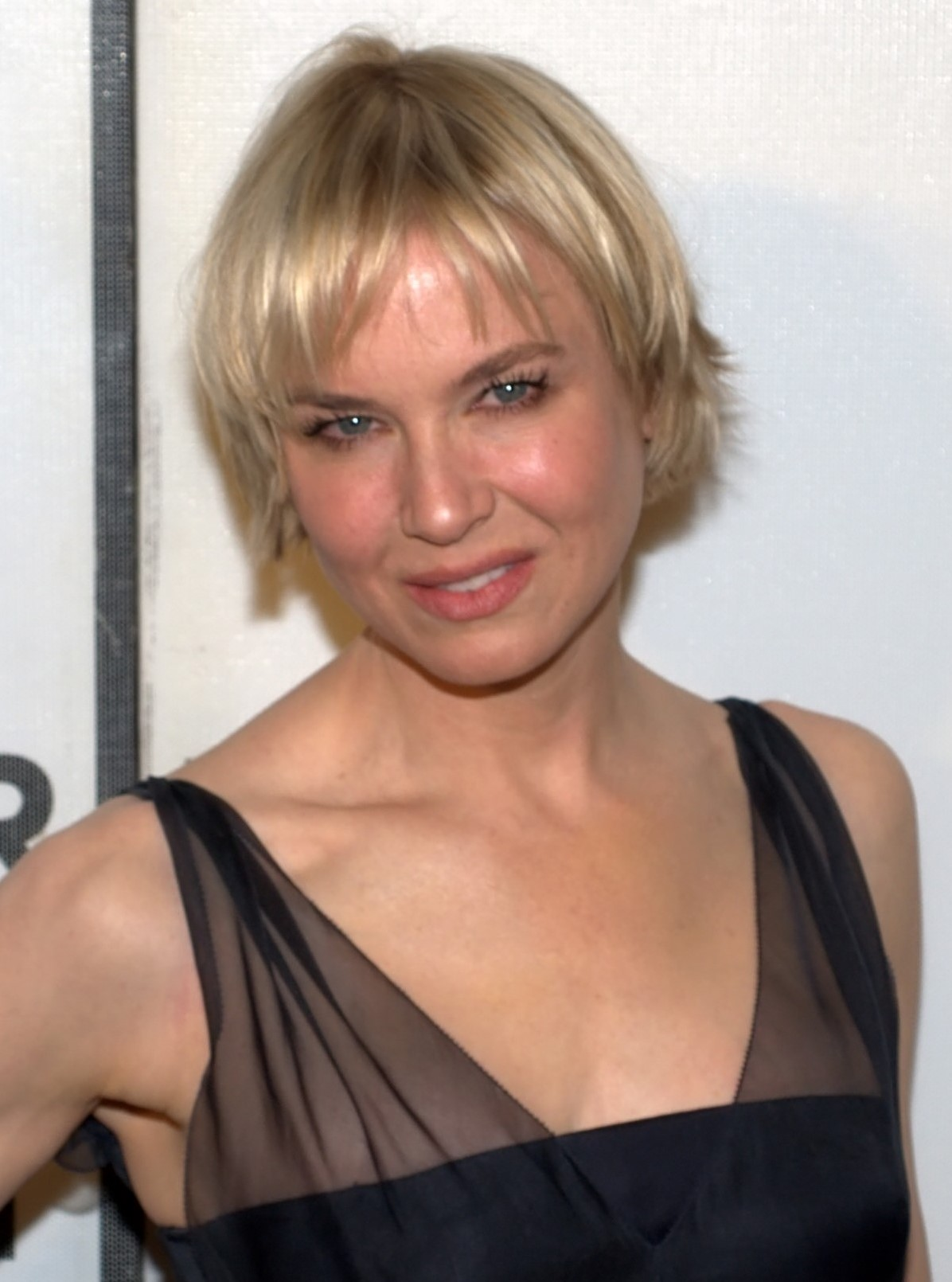
Renée Zellweger (* 25. April)

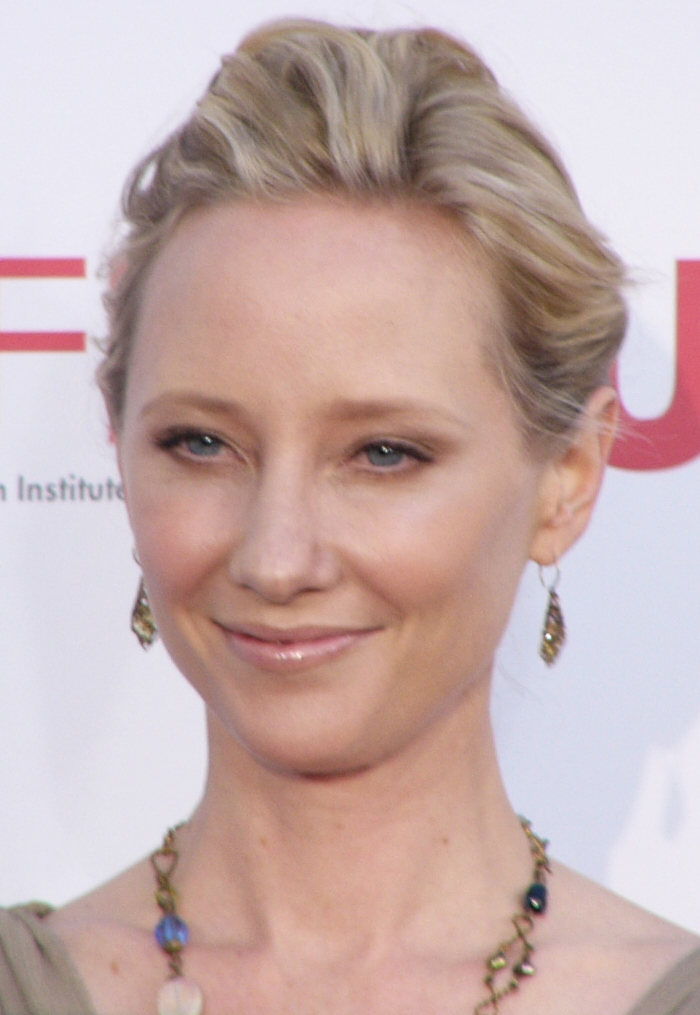
Anne Heche (* 25. Mai)

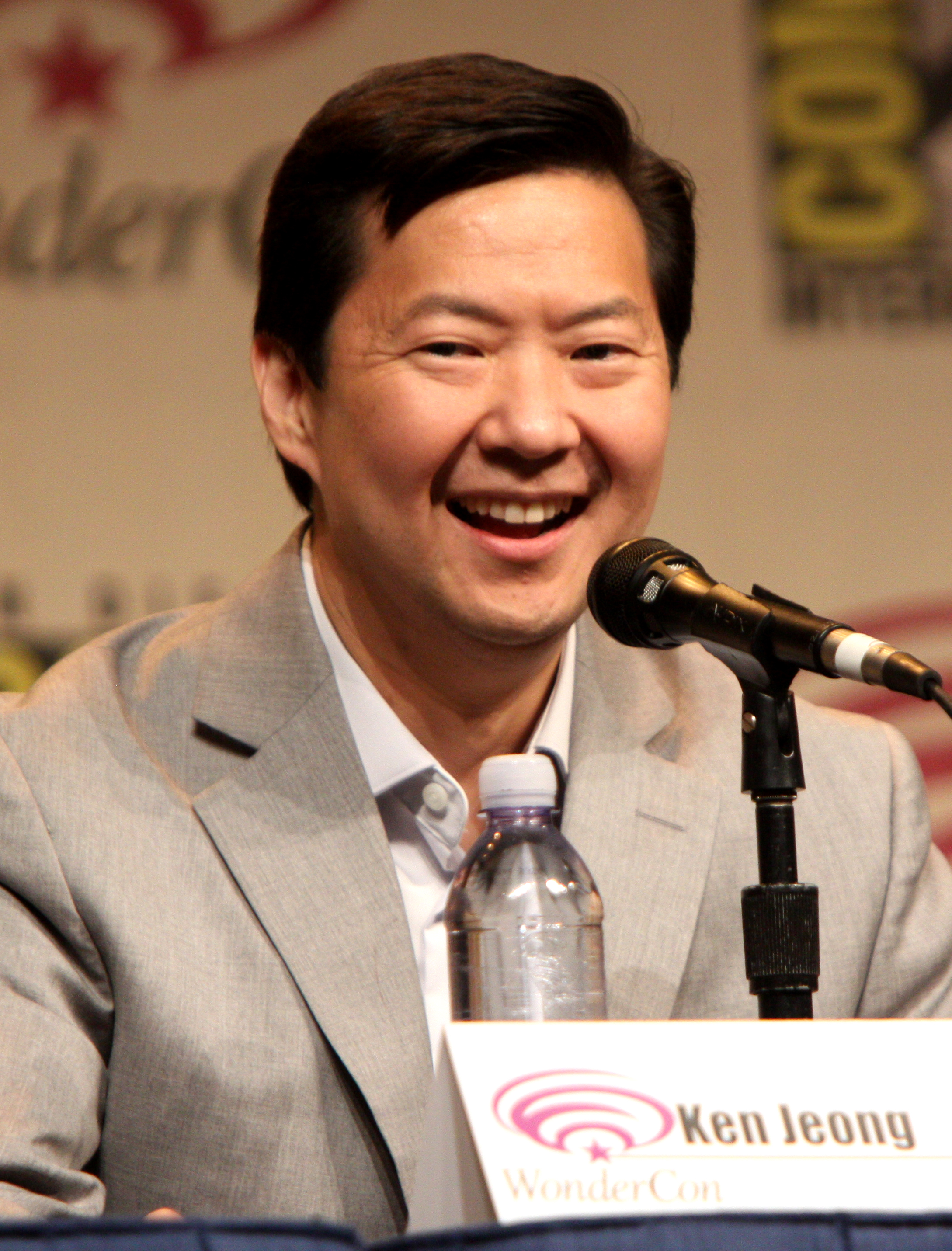
Ken Jeong (* 15. Juni)

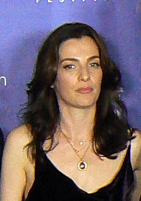
Ayelet Zurer (* 28. Juni)

- 02. April: Mariella Ahrens, deutsche Schauspielerin
- 03. April: Ben Mendelsohn, australischer Schauspieler
- 04. April: Erich Altenkopf, österreichischer Schauspieler
- 06. April: Paul Rudd, US-amerikanischer Schauspieler
- 08. April: Yared Dibaba, deutscher Schauspieler, Moderator, Entertainer, Autor und Sänger
- 10. April: Danny Comden, US-amerikanischer Schauspieler
- 13. April: Lars Jessen, deutscher Regisseur
- 17. April: Kim Fisher, deutsche Sängerin, Fernsehmoderatorin, Schauspielerin und Autorin
- 23. April: Kai Lentrodt, deutscher Schauspieler
- 24. April: Melinda Clarke, US-amerikanische Schauspielerin
- 25. April: Gina Torres, US-amerikanische Schauspielerin
- 25. April: Renée Zellweger, US-amerikanische Schauspielerin

Mai
- 01. Mai: Wes Anderson, US-amerikanischer Regisseur
- 01. Mai: Javier Bardem, spanischer Schauspieler
- 07. Mai: Marie Bäumer, deutsche Schauspielerin
- 09. Mai: Joe Carnahan, US-amerikanischer Regisseur und Drehbuchautor
- 09. Mai: Hudson Leick, US-amerikanische Schauspielerin
- 14. Mai: Cate Blanchett, australische Schauspielerin
- 19. Mai: Thomas Vinterberg, dänischer Regisseur
- 22. Mai: Michael Kelly, US-amerikanischer Schauspieler
- 25. Mai: Anne Heche, US-amerikanische Schauspielerin († 2022)
- 28. Mai: Justin Kirk, US-amerikanischer Schauspieler
- 30. Mai: Naomi Kawase, japanische Regisseurin

Juni
- 01. Juni: Teri Polo, US-amerikanische Schauspielerin
- 04. Juni: Horatio Sanz, US-amerikanischer Schauspieler und Komiker
- 04. Juni: Nicole Beutler, österreichische Schauspielerin
- 07. Juni: Kim Rhodes, US-amerikanische Schauspielerin
- 08. Juni: Jörg Hartmann, deutscher Schauspieler, Hörspielsprecher und Drehbuchautor
- 08. Juni: David Sutcliffe, kanadischer Schauspieler
- 09. Juni: Josh Hamilton, US-amerikanischer Schauspieler
- 11. Juni: Peter Dinklage, US-amerikanischer Schauspieler
- 15. Juni: Ken Jeong, US-amerikanischer Comedian und Schauspieler
- 20. Juni: Peter Paige, US-amerikanischer Schauspieler
- 23. Juni: David Dobkin, US-amerikanischer Regisseur und Produzent
- 28. Juni: Ayelet Zurer, israelische Schauspielerin

### Juli bis September
Juli

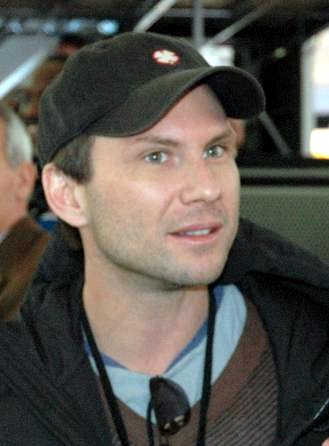
Christian Slater (* 18. August)

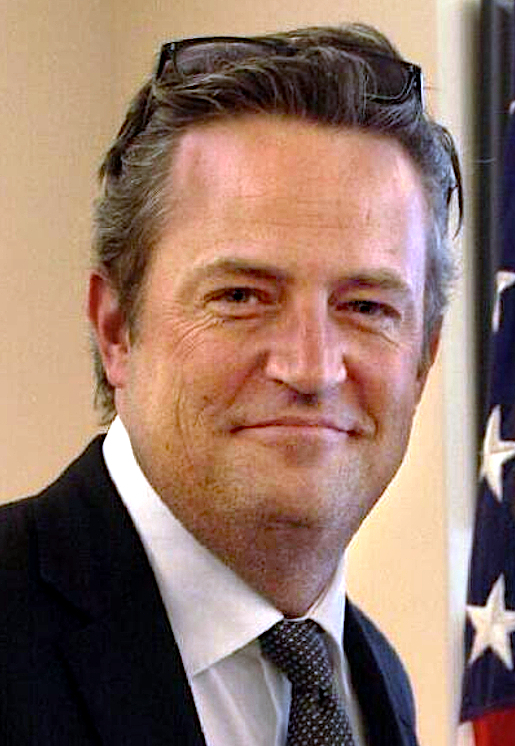
Matthew Perry (* 19. August)

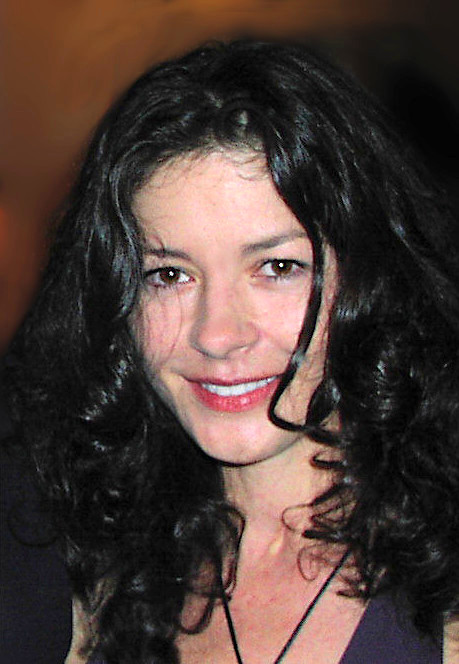
Catherine Zeta-Jones (* 25. September)

- 03. Juli: Gedeon Burkhard, deutscher Schauspieler
- 03. Juli: Shawnee Smith, US-amerikanische Schauspielerin
- 06. Juli: Brian Van Holt, US-amerikanischer Schauspieler
- 07. Juli: Clemens Haipl, österreichischer Schauspieler
- 07. Juli: Robin Weigert, US-amerikanische Schauspielerin
- 10. Juli: Gale Harold, US-amerikanischer Schauspieler
- 10. Juli: Alexandra Hedison, US-amerikanische Schauspielerin
- 12. Juli: Lisa Nicole Carson, US-amerikanische Schauspielerin
- 16. Juli: Karina Arroyave, US-amerikanische Schauspielerin
- 17. Juli: F. Gary Gray, US-amerikanischer Regisseur
- 20. Juli: Josh Holloway, US-amerikanischer Schauspieler
- 24. Juli: Jennifer Lopez, US-amerikanische Schauspielerin und Sängerin
- 25. Juli: D. B. Woodside, US-amerikanischer Schauspieler
- 27. Juli: Bryan Fuller, US-amerikanischer Drehbuchautor
- 28. Juli: Alexis Arquette, US-amerikanische Schauspielerin († 2016)
- 29. Juli: Timothy Omundson, US-amerikanischer Schauspieler
- 30. Juli: Simon Baker, australischer Schauspieler
- 31. Juli: Loren Dean, US-amerikanischer Schauspieler

August
- 04. August: Michael DeLuise, US-amerikanischer Schauspieler
- 04. August: Vlad Ivanov, rumänischer Schauspieler
- 08. August: Nir Bergman, israelischer Regisseur
- 11. August: Ashley Jensen, dänisch-schottische Schauspielerin
- 16. August: Andy Milder, US-amerikanischer Schauspieler
- 18. August: Christian Slater, US-amerikanischer Schauspieler
- 19. August: Paula Jai Parker, US-amerikanische Schauspielerin
- 19. August: Matthew Perry, US-amerikanischer Schauspieler († 2023)
- 19. August: Torkel Petersson, schwedischer Schauspieler
- 19. August: Randall Slavin, US-amerikanischer Schauspieler
- 24. August: Pierfrancesco Favino, italienischer Schauspieler
- 27. August: Chandra Wilson, US-amerikanische Schauspielerin
- 28. August: Jack Black, US-amerikanischer Schauspieler
- 28. August: Philipp Brammer, deutscher Schauspieler und Synchronsprecher († 2014)
- 28. August: Jason Priestley, US-amerikanischer Schauspieler
- 30. August: Michael Steiner, schweizerischer Filmemacher

September
- 03. September: Noah Baumbach, US-amerikanischer Regisseur
- 04. September: Moses Brings Plenty, US-amerikanischer Schauspieler und Musiker
- 04. September: Kristen Wilson, US-amerikanische Schauspielerin
- 07. September: Angie Everhart, US-amerikanische Schauspielerin
- 10. September: Johnathon Schaech, US-amerikanischer Schauspieler
- 10. September: David Trueba, spanischer Regisseur und Drehbuchautor
- 17. September: Matthew Settle, US-amerikanischer Schauspieler
- 20. September: Victoria Dillard, US-amerikanische Schauspielerin
- 23. September: Silvia Seidel, deutsche Schauspielerin († 2012)
- 24. September: Goya Toledo, spanische Schauspielerin
- 24. September: Megan Ward, US-amerikanische Schauspielerin
- 25. September: Catherine Zeta-Jones, britische Schauspielerin
- 29. September: Erika Eleniak, US-amerikanische Schauspielerin

### Oktober bis Dezember
Oktober

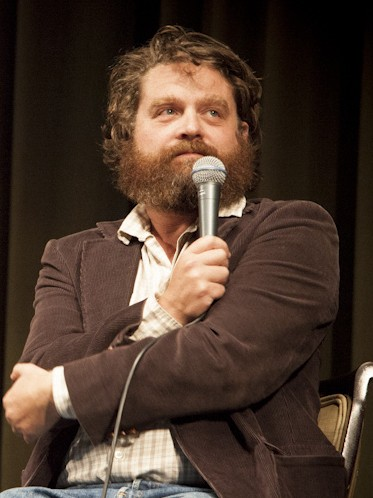
Zach Galifianakis (* 1. Oktober)

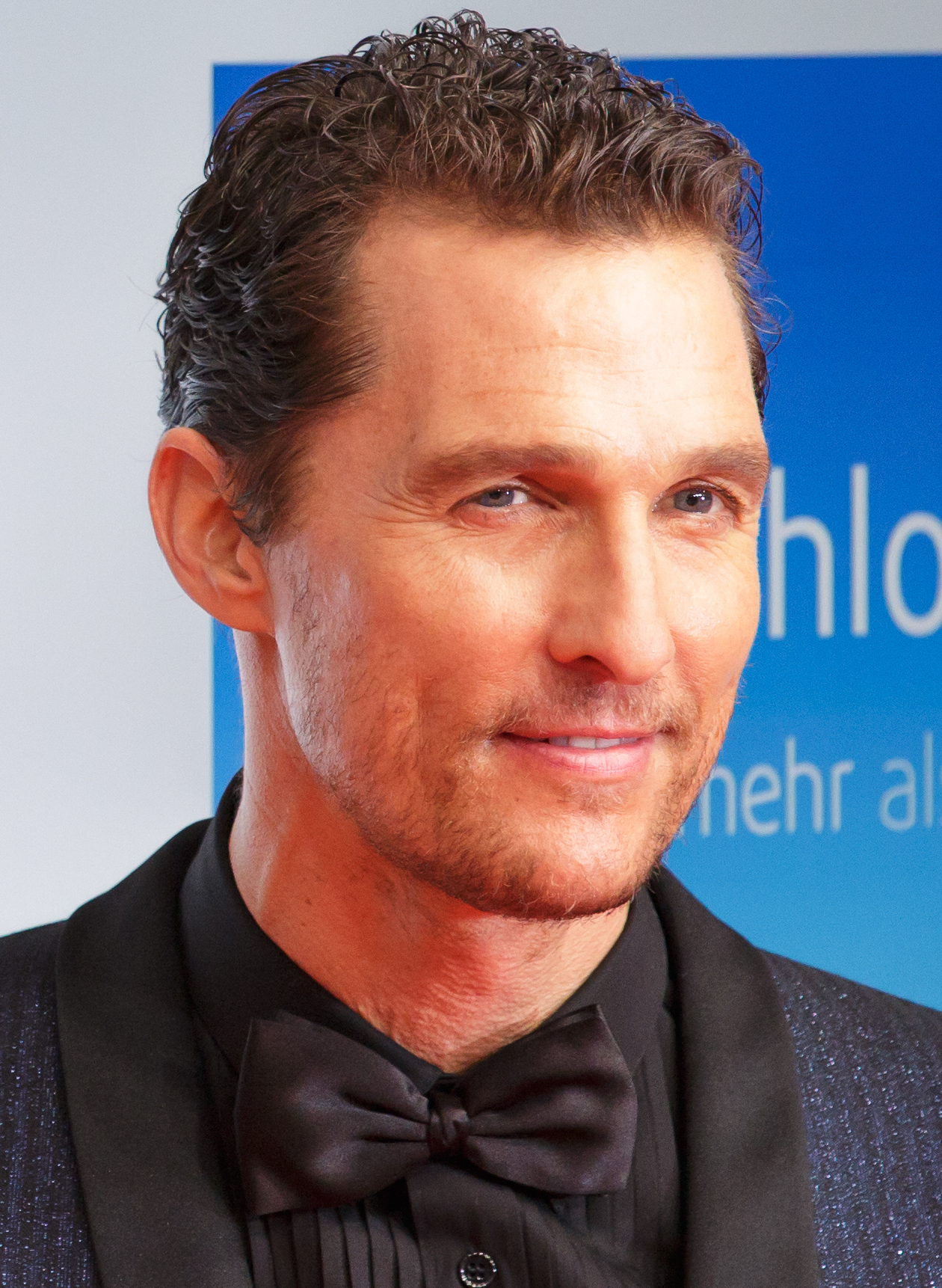
Matthew McConaughey (* 4. November)

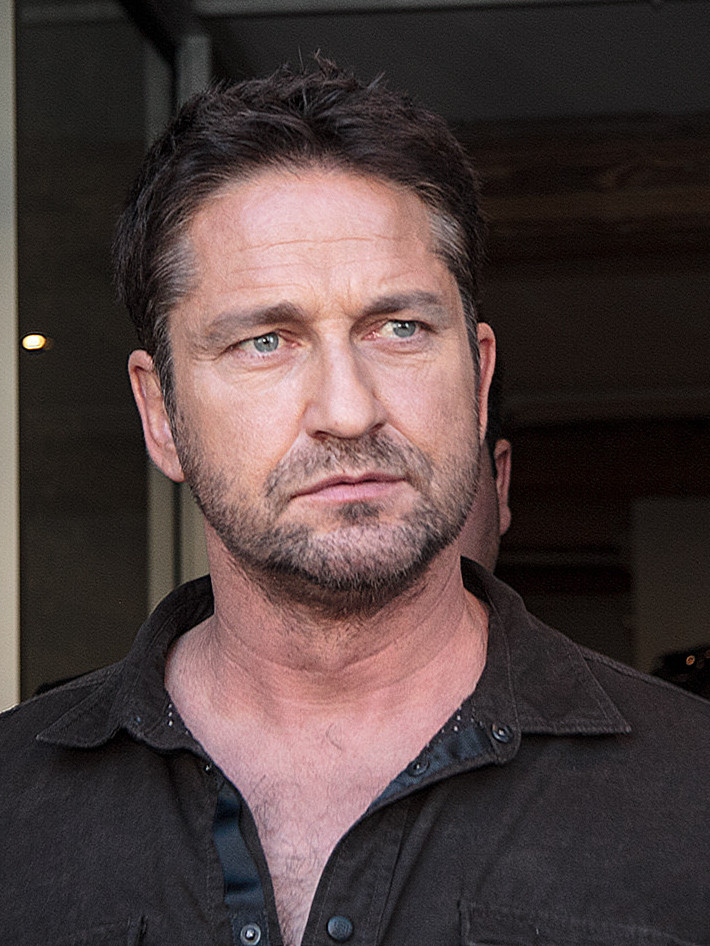
Gerard Butler (* 13. November)

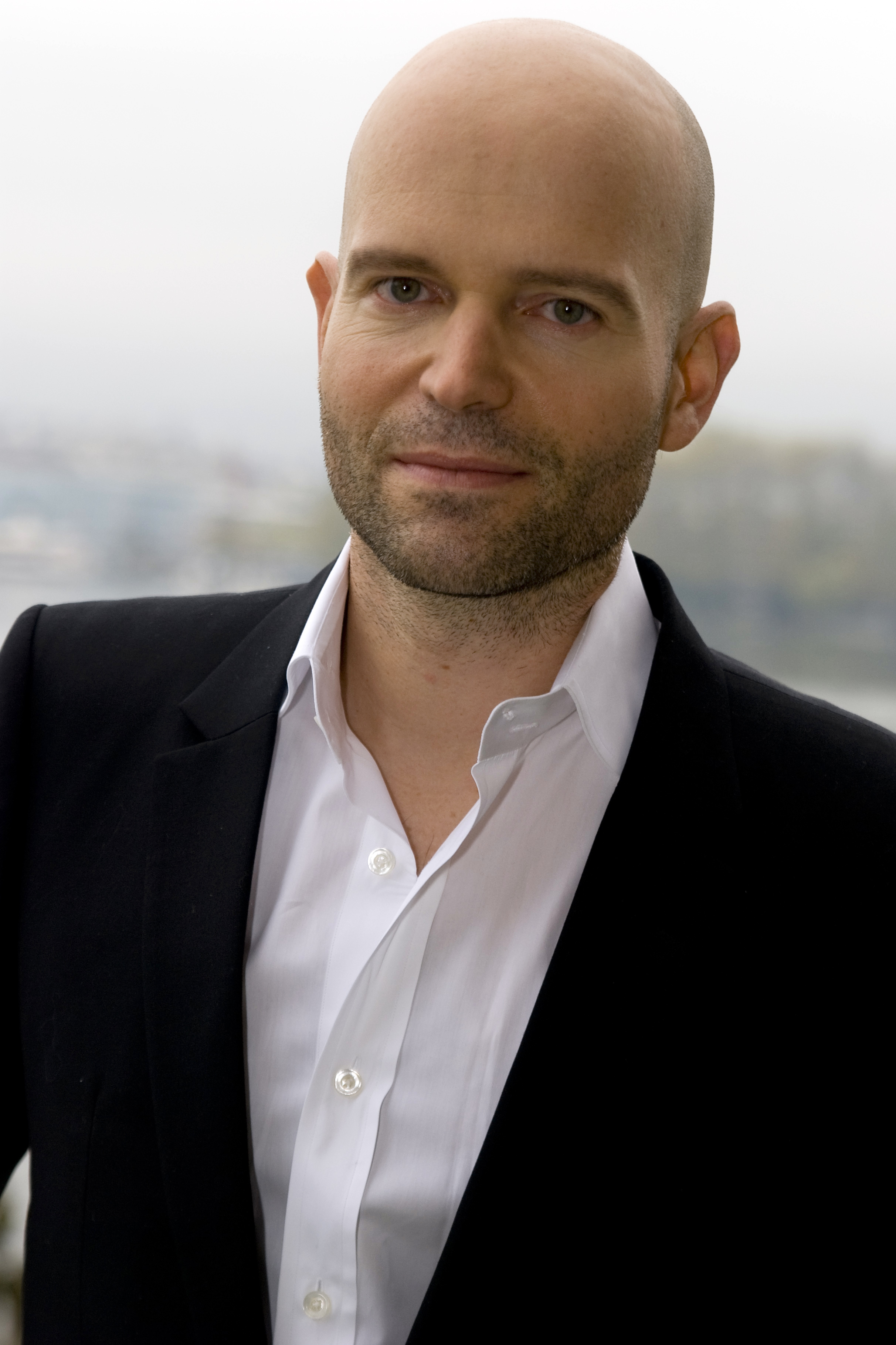
Marc Forster (* 30. November)

- 01. Oktober: Zach Galifianakis, US-amerikanischer Schauspieler
- 03. Oktober: Robert Gallinowski, deutscher Schauspieler, Hörspielsprecher, Maler und Lyriker († 2023)
- 03. Oktober: Janel Moloney, US-amerikanische Schauspielerin
- 04. Oktober: Abraham Benrubi, US-amerikanischer Schauspieler
- 08. Oktober: Jeremy Davies, US-amerikanischer Schauspieler
- 08. Oktober: Marcus Mittermeier, deutscher Regisseur
- 10. Oktober: Manu Bennett, neuseeländischer Schauspieler
- 15. Oktober: Vanessa Marcil, US-amerikanische Schauspielerin
- 15. Oktober: Dominic West, britischer Schauspieler
- 22. Oktober: Spike Jonze, US-amerikanischer Regisseur

November
- 01. November: Morag Siller, britische Schauspielerin († 2016)
- 04. November: Matthew McConaughey, US-amerikanischer Schauspieler
- 07. November: Michelle Clunie, US-amerikanische Schauspielerin
- 08. November: Roxana Zal, US-amerikanische Schauspielerin
- 10. November: Ellen Pompeo, US-amerikanische Schauspielerin
- 13. November: Gerard Butler, britischer Schauspieler
- 17. November: Michael Andrews, US-amerikanischer Komponist
- 20. November: Callie Thorne, US-amerikanische Schauspielerin
- 23. November: Jade Leung, chinesische Schauspielerin
- 30. November: Marc Forster, schweizerischer Regisseur
- 30. November: Amy Ryan, US-amerikanische Schauspielerin

Dezember
- 05. Dezember: Eric Etebari, US-amerikanischer Schauspieler und Regisseur
- 05. Dezember: Morgan J. Freeman, US-amerikanischer Regisseur und Drehbuchautor
- 09. Dezember: Herbert Graedtke, deutscher Schauspieler und Regisseur
- 11. Dezember: Max Martini, amerikanischer Schauspieler
- 13. Dezember: Tony Curran, britischer Schauspieler
- 16. Dezember: Florencia Lozano, US-amerikanische Schauspielerin
- 19. Dezember: Kristy Swanson, US-amerikanische Schauspielerin
- 20. Dezember: Brian O’Halloran, US-amerikanischer Schauspieler
- 20. Dezember: Paul T. Grasshoff, deutscher Schauspieler
- 21. Dezember: Julie Delpy, französische Schauspielerin
- 21. Dezember: Jack Noseworthy, US-amerikanischer Schauspieler
- 24. Dezember: Pernille Fischer Christensen, dänische Regisseurin
- 25. Dezember: Jaron Löwenberg, israelisch-deutscher Schauspieler und Synchronsprecher
- 29. Dezember: Jennifer Ehle, britisch-amerikanische Schauspielerin

### Tag unbekannt
- Jörn Hentschel, deutscher Schauspieler
- Kathryn Stockett, US-amerikanische Schriftstellerin

## Verstorbene

### Januar bis März
Januar
- 01. Januar: Barton MacLane, US-amerikanischer Schauspieler (* 1902)
- 06. Januar: Ákos von Ráthonyi, ungarischer Regisseur (* 1909)
- 07. Januar: Susanne Cramer, deutsche Schauspielerin (* 1936)
- 13. Januar: Helmut Weiss, deutscher Regisseur (* 1907)

Februar

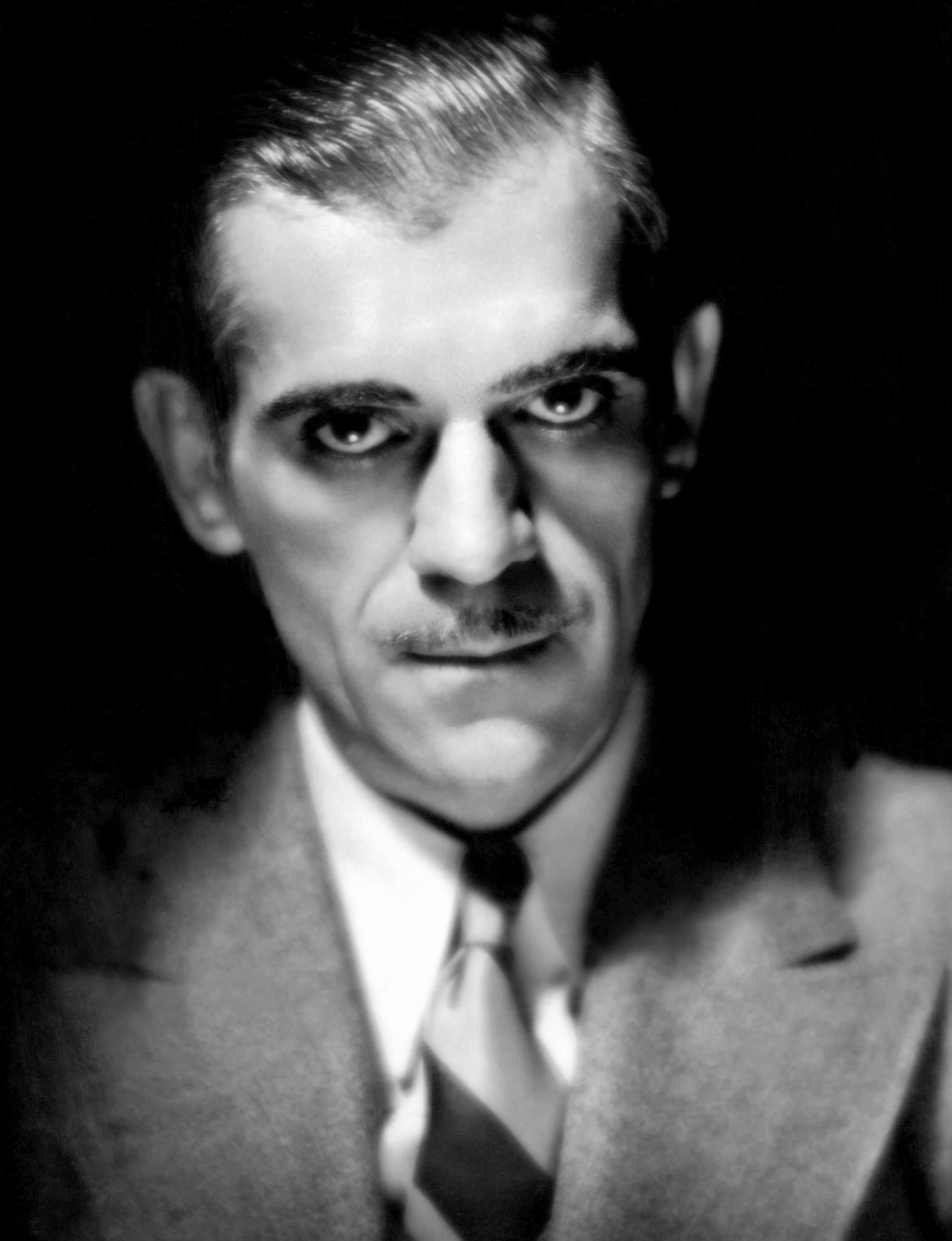
Boris Karloff (1887–1969)

- 02. Februar: Boris Karloff, britischer Schauspieler (* 1887)
- 04. Februar: Thelma Ritter, US-amerikanische Schauspielerin (* 1902)
- 21. Februar: Lewis Martin, US-amerikanischer Schauspieler (* 1894)
- 27. Februar: John Boles, US-amerikanischer Schauspieler (* 1895)

März
- 04. März: Nicholas Schenck, US-amerikanischer Filmpionier (* 1881)
- 09. März: Charles Brackett, US-amerikanischer Drehbuchautor (* 1892)
- 15. März: Miles Malleson, britischer Schauspieler und Drehbuchautor (* 1888)
- 22. März: Ernst Deutsch, deutscher Schauspieler (* 1890)
- 25. März: Alan Mowbray, britischer Schauspieler (* 1896)
- 27. März: Walter Tuch, österreichischer Kameramann (* 1913)

### April bis Juni
April

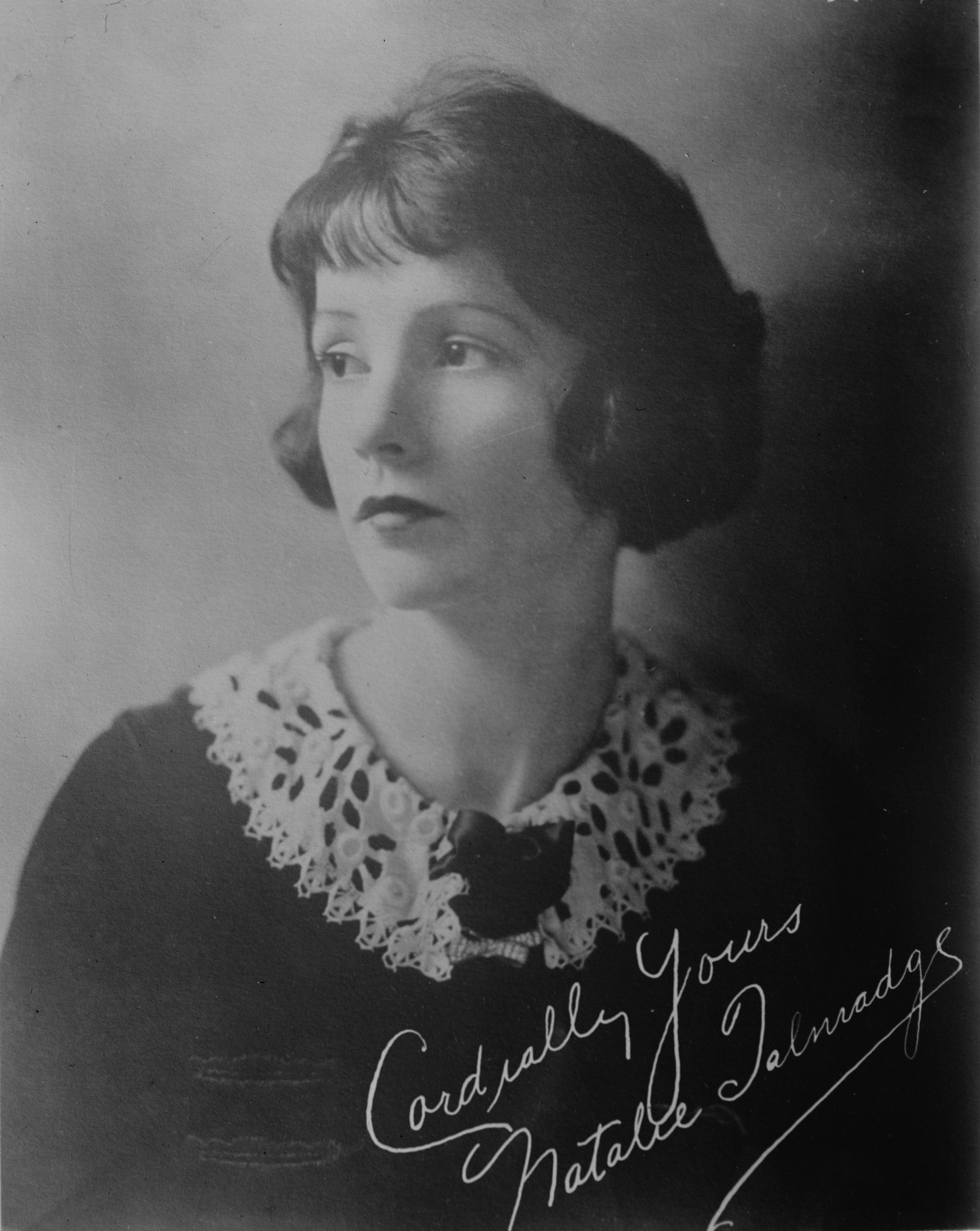
Natalie Talmadge (1896–1969)

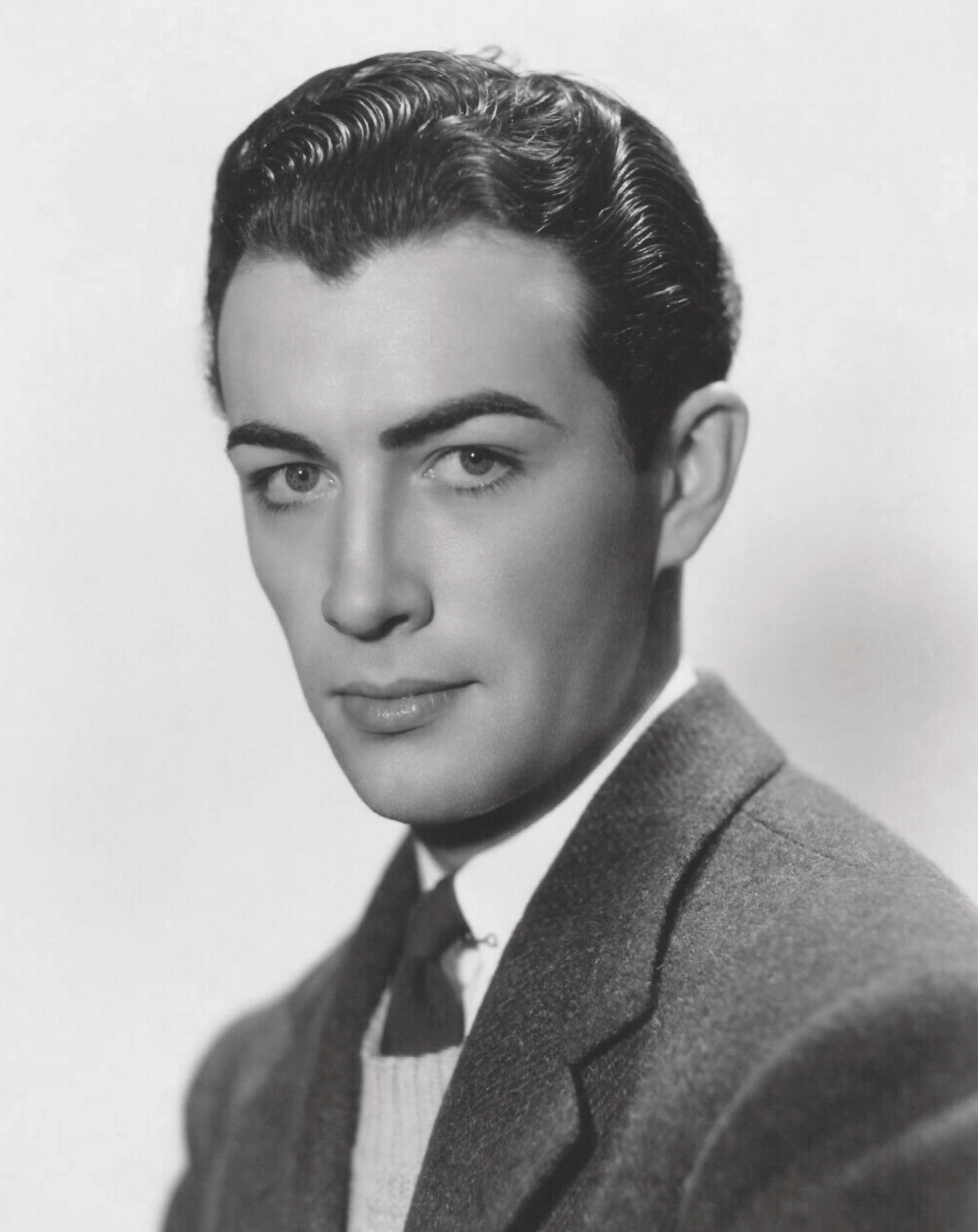
Robert Taylor (1911–1969)

- 05. April: Alberto Bonucci, italienischer Schauspieler (* 1918)
- 06. April: Tzwetta Tzatschewa, bulgarisch-deutsche Schauspielerin (* 1900)
- 23. April: Krzysztof Komeda, polnischer Komponist (* 1931)
- 25. April: Margarita Xirgu, spanische Schauspielerin (* 1888)

Mai
- 02. Mai: Oscar Sabo, österreichischer Schauspieler (* 1881)
- 03. Mai: Karl Freund, deutscher Kameramann (* 1890)
- 18. Mai: Ludwig Berger, deutscher Regisseur (* 1892)
- 22. Mai: Erich Kestin, deutscher Schauspieler (* 1895)
- 27. Mai: Jeffrey Hunter, US-amerikanischer Schauspieler (* 1926)
- 31. Mai: Hilde Körber, österreichische Schauspielerin (* 1906)

Juni
- 09. Juni: Robert Taylor, US-amerikanischer Schauspieler (* 1911)
- 10. Juni: Frank Lawton, britischer Schauspieler (* 1904)
- 11. Juni: Józef Tykociński-Tykociner, polnischer Filmtechnikpionier (* 1877)
- 19. Juni: Natalie Talmadge, US-amerikanische Schauspielerin (* 1896)
- 22. Juni: Judy Garland, US-amerikanische Schauspielerin (* 1922)
- 24. Juni: Oskar Sima, österreichischer Schauspieler (* 1896)
- 27. Juni: Ralph Habib, französischer Drehbuchautor und Filmregisseur (* 1912)

### Juli bis September
Juli

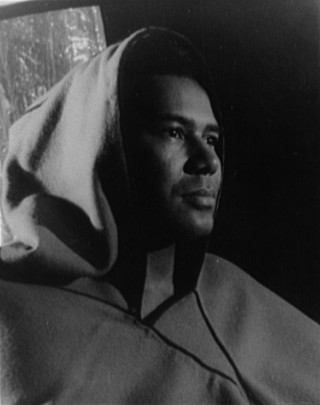
Rex Ingram (1895–1969)

- 05. Juli: Ben Alexander, US-amerikanischer Schauspieler (* 1911)
- 05. Juli: Viktor Gertler, ungarischer Filmeditor und Regisseur (* 1901)
- 05. Juli: Leo McCarey, US-amerikanischer Regisseur (* 1898)
- 10. Juli: Bogumił Kobiela, polnischer Schauspieler (* 1931)
- 15. Juli: Peter van Eyck, deutscher Schauspieler (* 1913)
- 28. Juli: Frank Loesser, US-amerikanischer Komponist (* 1910)

August
- 05. August: Charlotte Ander, deutsche Schauspielerin (* 1902)
- 07. August: Joseph Kosma, ungarisch-französischer Komponist (* 1905)
- 09. August: Sharon Tate, US-amerikanische Schauspielerin (* 1943)
- 10. August: Maurine Dallas Watkins, US-amerikanische Drehbuchautorin (* 1896)
- 18. August: Ferdinand Onno, österreichischer Schauspieler (* 1881)
- 27. August: Marga Lindt, deutsche Schauspielerin (* 1888)

September
- 17. September: Arno Paulsen, deutscher Schauspieler (* 1900)
- 19. September: Rex Ingram, US-amerikanischer Schauspieler (* 1895)
- 23. September: Hans Deppe, deutscher Regisseur (* 1897)

### Oktober bis Dezember
Oktober
- 12. Oktober: Sonja Henie, norwegische Eiskunstläuferin und Schauspielerin (* 1912)
- 28. Oktober: Constance Dowling, US-amerikanische Schauspielerin (* 1920)

November
- 13. November: Axel Graatkjær, dänischer Kameramann (* 1885)
- 15. November: Anna Exl, österreichische Schauspielerin (* 1882)
- 24. November: Howard Marion-Crawford, britischer Schauspieler (* 1914)

Dezember
- 03. Dezember: Mathias Wieman, deutscher Schauspieler (* 1902)
- 10. Dezember: Leigh Harline, US-amerikanischer Komponist (* 1907)
- 21. Dezember: Ilse Steppat, deutsche Schauspielerin (* 1917)
- 22. Dezember: Josef von Sternberg, österreichisch-amerikanischer Regisseur (* 1894)
- 30. Dezember: Jiří Trnka, tschechischer Zeichentrickfilmregisseur (* 1912)

### Tag unbekannt
- Kurt Zehe, deutscher Catcher und Schauspieler (* 1913)